# Haus Urach
Das Haus Urach ist eine morganatische Seitenlinie des Hauses Württemberg. Sie entstand im 19. Jahrhundert durch die Verleihung des Titels „Herzog von Urach“ an einen unebenbürtigen Nachkommen von Wilhelm Friedrich Philipp von Württemberg. Bereits zuvor war der Titel „Gräfin von Urach“ zweimal an morganatische Ehefrauen bzw. Nachfahrinnen württembergischer Herzöge verliehen worden. Der Titel geht zurück auf die mittelalterlichen Grafen von Urach, mit denen allerdings keine Verwandtschaft besteht.

## 1. Verleihung

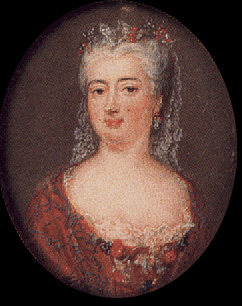
Wilhelmine von Grävenitz (1686–1744), Gräfin von Urach

Wilhelmine von Grävenitz (1686–1744) war seit Juli 1707 als Gräfin von Urach – im November offiziell verkündet – morganatische Ehefrau des Herzogs Eberhard Ludwig von Württemberg (1676–1733). Doch wurde die Ehe 1710 auf Intervention des Kaisers für ungültig erklärt, da die Herzogin nicht in eine Scheidung eingewilligt hatte. 1711 vermählte der Herzog die Graevenitz zum Schein mit dem böhmischen Grafen Würben, der sich im Ausland aufhalten musste. Er durfte die Ehe nicht vollziehen und erhielt neben einer bedeutenden Geldentschädigung den Titel eines Landhofmeisters, Geheimen Rats und Kriegsratspräsidenten. Als „Landhofmeisterin“ kehrte die Graevenitz unangefochten nach Stuttgart zurück und nahm die erste Stelle bei Hof ein. Durch ihren Einfluss auf den Herzog führte sie 20 Jahre lang eine fast unumschränkte Herrschaft. Der Kaiser wurde durch geschickte Verhandlungen gestimmt, sich nicht weiter um die Sache zu kümmern.

## 2. Verleihung
Heinrich Karl Friedrich von Württemberg (1772–1838) – ein Sohn von Herzog Friedrich Eugen ging eine morganatische Ehe mit Christine Caroline Alexei ein. 1821 wurde seine Tochter Marie durch königlich-württembergisches Diplom zur Gräfin von Urach ernannt und 1825 erhielten seine Frau und eine zweite Tochter auch diesen Titel.

## 3. Verleihung

Herzogliches Wappen von Urach (für den jeweiligen Chef des Hauses, mit Herzogskrone)

Fürstliches Wappen von Urach (für die Nachgeborenen, mit Fürstenhut)

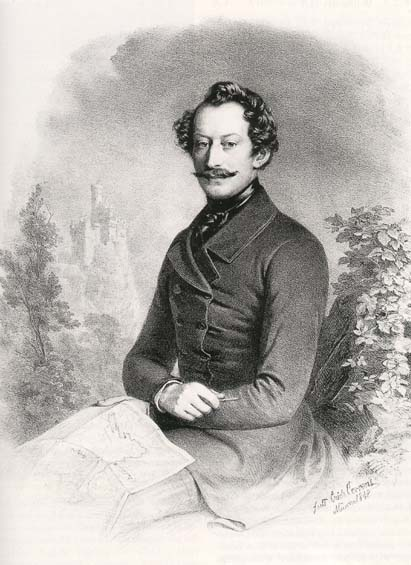
Herzog Wilhelm von Urach, Graf von Württemberg (1810–1869), seit 1867 Herzog von Urach; Erbauer von Schloss Lichtenstein

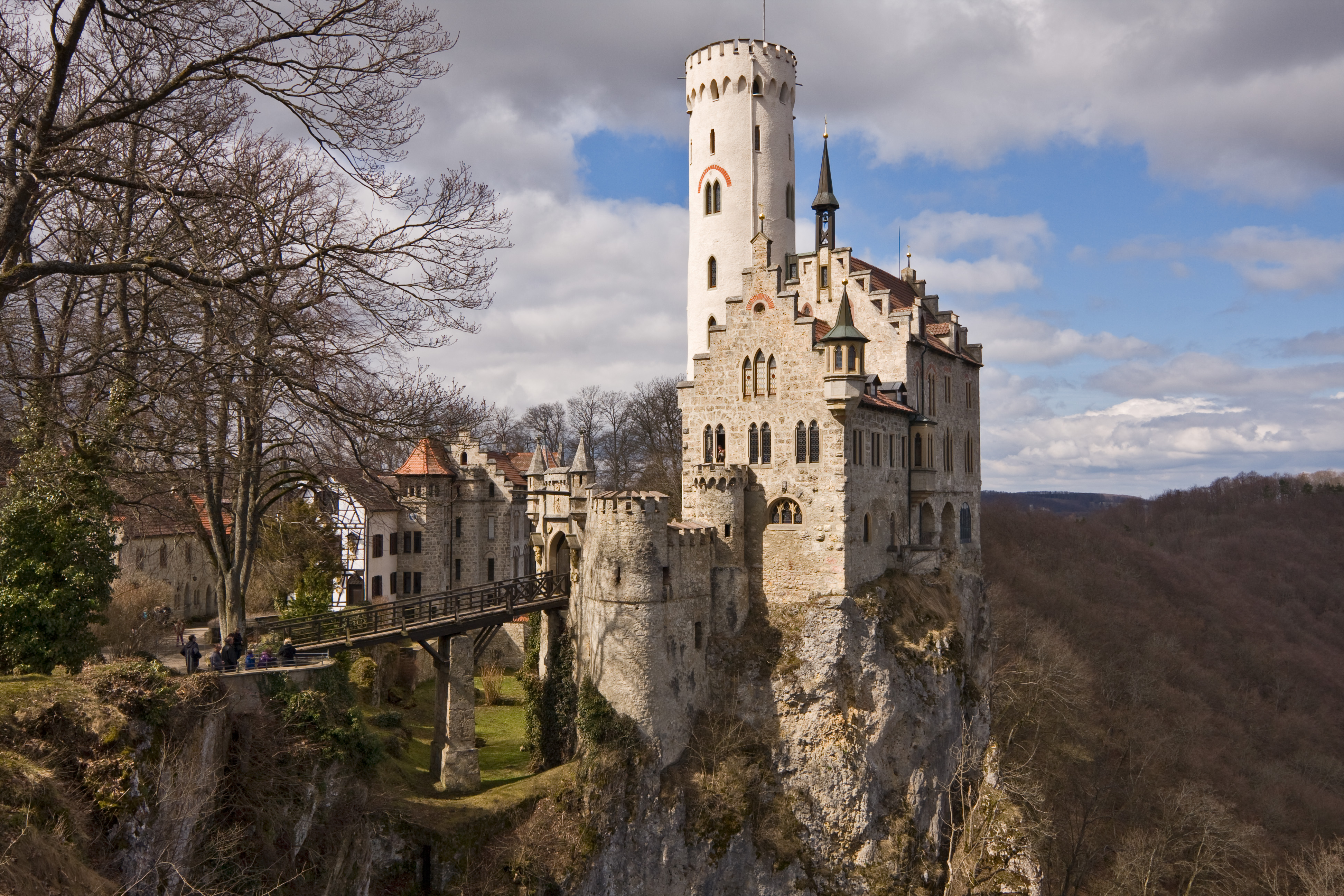
Schloss Lichtenstein (Württemberg), 1837 erworben und nachfolgend rekonstruiert.

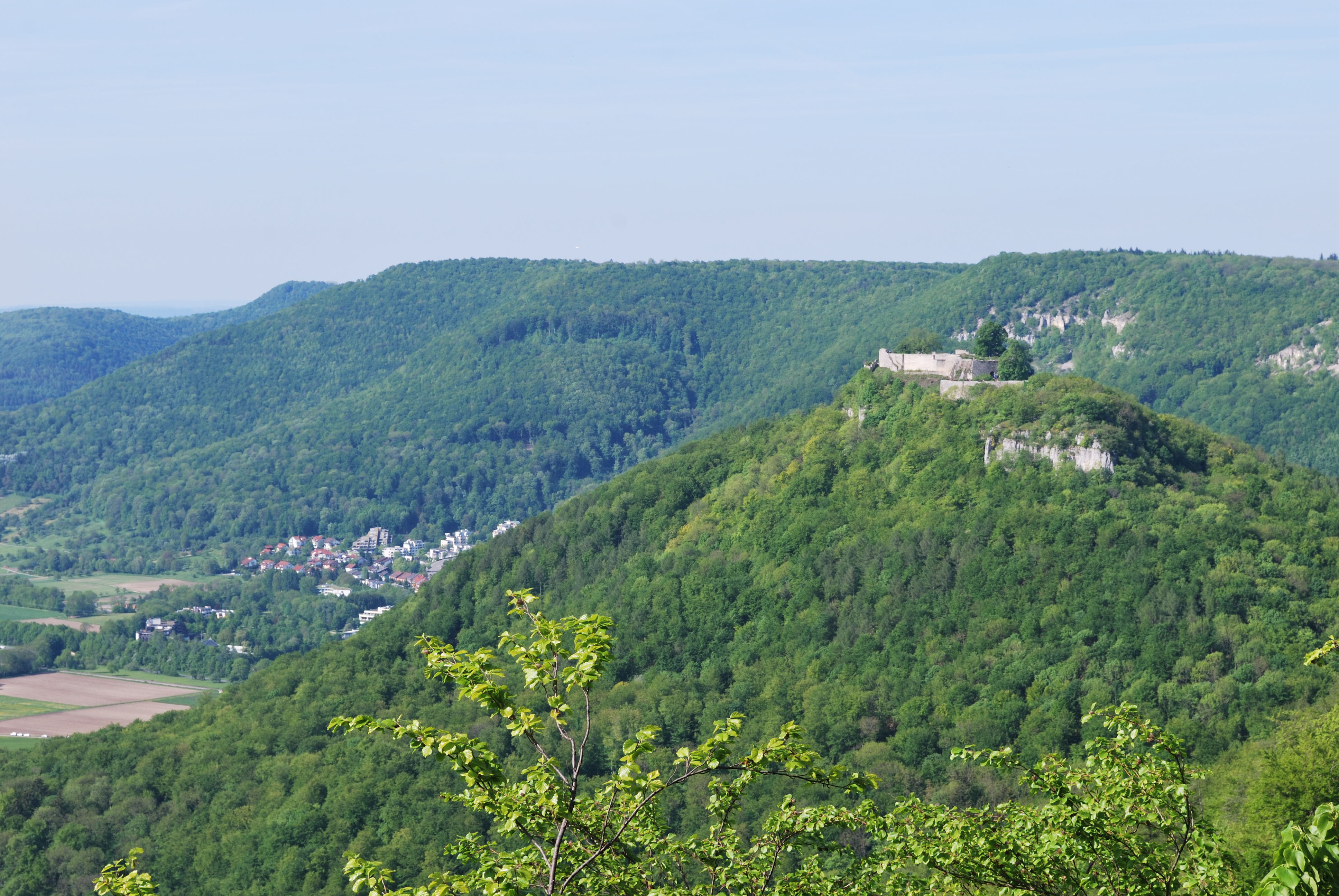
Burg Hohenurach, auf die sich der Titel bezog.

Eine weitere morganatische Seitenlinie des Hauses Württemberg begründete Herzog Wilhelm Friedrich Philipp von Württemberg, dessen Kinder mit Dorothea Friederike Franziska Wilhelmine von Tunderfelt-Rhodis den Titel Grafen von Württemberg erhielten, der zweite Sohn Wilhelm darüber hinaus 1867 den Titel Herzog von Urach, in Primogenitur vererblich, mit dem Titel Fürst/Fürstin für die Nachgeborenen.
Da es sich um eine gemäß den Gesetzen des Hauses Württemberg unebenbürtige Ehe handelte, erklärte Herzog Wilhelm bereits am 1. August 1801 für seine Nachkommen den Verzicht auf die Thronfolge.
Aus der Ehe Wilhelms mit Wilhelmine gingen sechs Kinder hervor, von denen aber nur drei das Erwachsenenalter erreichten. Der Sohn Wilhelm begründete die noch heute blühende Linie der Herzöge (bzw. Fürsten) von Urach, Grafen von Württemberg:
1. Graf Alexander von Württemberg (* 1801; † 1844), Dichter ⚭ Helene Gräfin Festetics (* 1812; † 1886)
2. Herzog Wilhelm von Urach, Graf von Württemberg (* 1810; † 1869), seit 1867 Herzog von Urach, württembergischer General der Infanterie, Gouverneur von Ulm, Erbauer von Schloss Lichtenstein (Württemberg); ⚭ I. Théodelinde de Beauharnais, Prinzessin von Leuchtenberg (* 1814; † 1857), vier Töchter; ⚭ II. Prinzessin Florestine von Monaco (* 1833; † 1897), zwei Söhne:
  1. Herzog Wilhelm Karl von Urach, Graf von Württemberg (1864–1928), seit 1869 Herzog von Urach, 1918 zum König von Litauen gewählt, es kam jedoch nicht zur Annahme der Königswürde; ⚭ I. 1892 Herzogin Amalie in Bayern (1865–1912); ⚭ II. 1924 Prinzessin Wiltrud von Bayern (1884–1975); neun Kinder erster Ehe, darunter:
    1. Wilhelm (1897–1957), Maschinenbauingenieur
      1. Wilhelmine (* 1932)
      2. Maria-Christine (1933–1990),  Maschinenbauingenieurin

    2. Karl Gero (1899–1981), Nachfolger als Herzog und Chef des Hauses, ⚭ 1940 Gabriele, Gräfin von Waldburg-Zeil-Trauchburg (1910–2005)
    3. Albrecht (1903–1969) ⚭ I. 1931 (–1943) Rosemary Blackadder (1901–1975), ⚭ 1943 II. Ute Waldschmidt (1922–1984)
      1. (I) Hermione Marie-Gabrielle (1932–1989)
      2. (II) Axel Peter (1944–1977)
      3. (II) Manuela (* 1945) ⚭ 1967 Sergius von Cube

    4. Eberhard (1907–1969) ⚭ 1948 Iniga Prinzessin von Thurn und Taxis (1925–2008), Erbin von Schloss Niederaichbach
      1. Amelie (* 1949) ⚭ 1974 Curt-Hildebrand von Einsiedel, Schloss Schönach
      2. Elisabeth (1952–2012)
      3. Karl Anselm (* 1955), 1981–1990 Herzog und Chef des Hauses Urach,[2] Besitzer von Schloss Niederaichbach bei Landshut[3] ⚭ I. 1990 (–1996) Saskia Wüsthof (* 1968) II. 2014 Uta Maria von Bülow (geb. Priemer)
        1. Wilhelm (* 1991)
        2. Max-Emanuel (* 1993)

      4. Wilhelm Albert (* 1957), seit 1991 Herzog und Chef des Hauses Urach,[2][4] Besitzer von Schloss Lichtenstein ⚭ 1991 Karen von Brauchitsch (* 1959), ab 1988 Gräfin Berghe von Trips, Erbin von Schloss Ossenberg
        1. Karl Philipp (* 1992)
        2. Alexandra-Charlotte (* 1994)
        3. Louise Antonia Gabriele Elisabeth Maria (* 1996)

      5. Eberhard Friedrich Inigo (* 1962),  ⚭ 1991 Danielle Freiin von und zu Bodman
        1. Eberhard (* 1990)
        2. Anselm (* 1992) ⚭ 2018 Clara von Kempis (* 1990)
          1. Beatrice (* 2021)
          2. Leopold (* 2023)[5]

        3. Amelie Philippa (* 1994)

  2. Fürst Karl Joseph von Urach, Graf von Württemberg (1865–1926), württembergischer Oberst, Präsident der württembergischen Landesgruppe der Deutschen Kolonialgesellschaft
3. Gräfin Marie von Württemberg (* 1815; † 1866) ⚭ 1842 Graf Wilhelm von Taubenheim (* 1805; † 1894)